# St-Michel (Weyersheim)

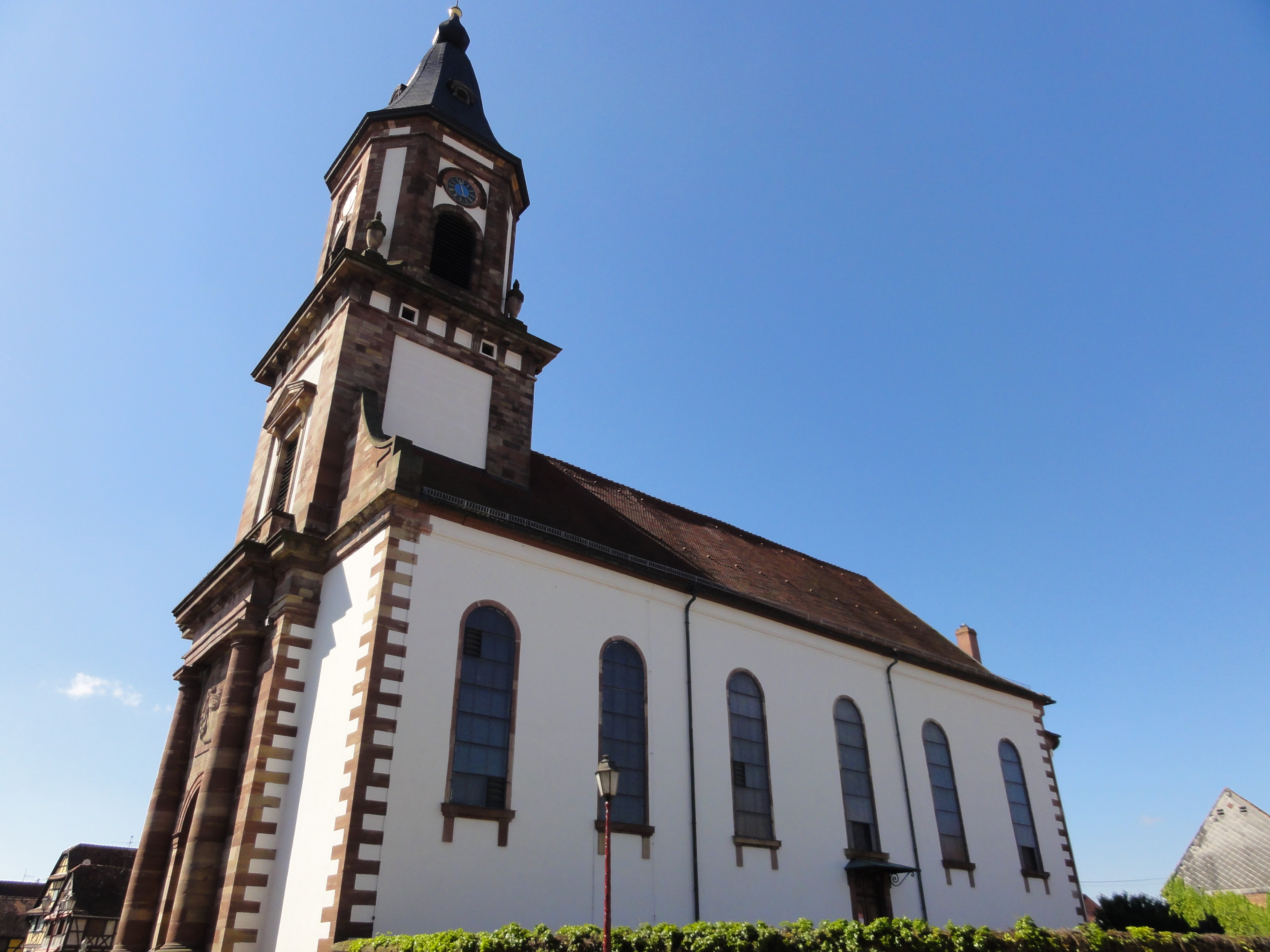
Blick auf die Kirche St-Michel

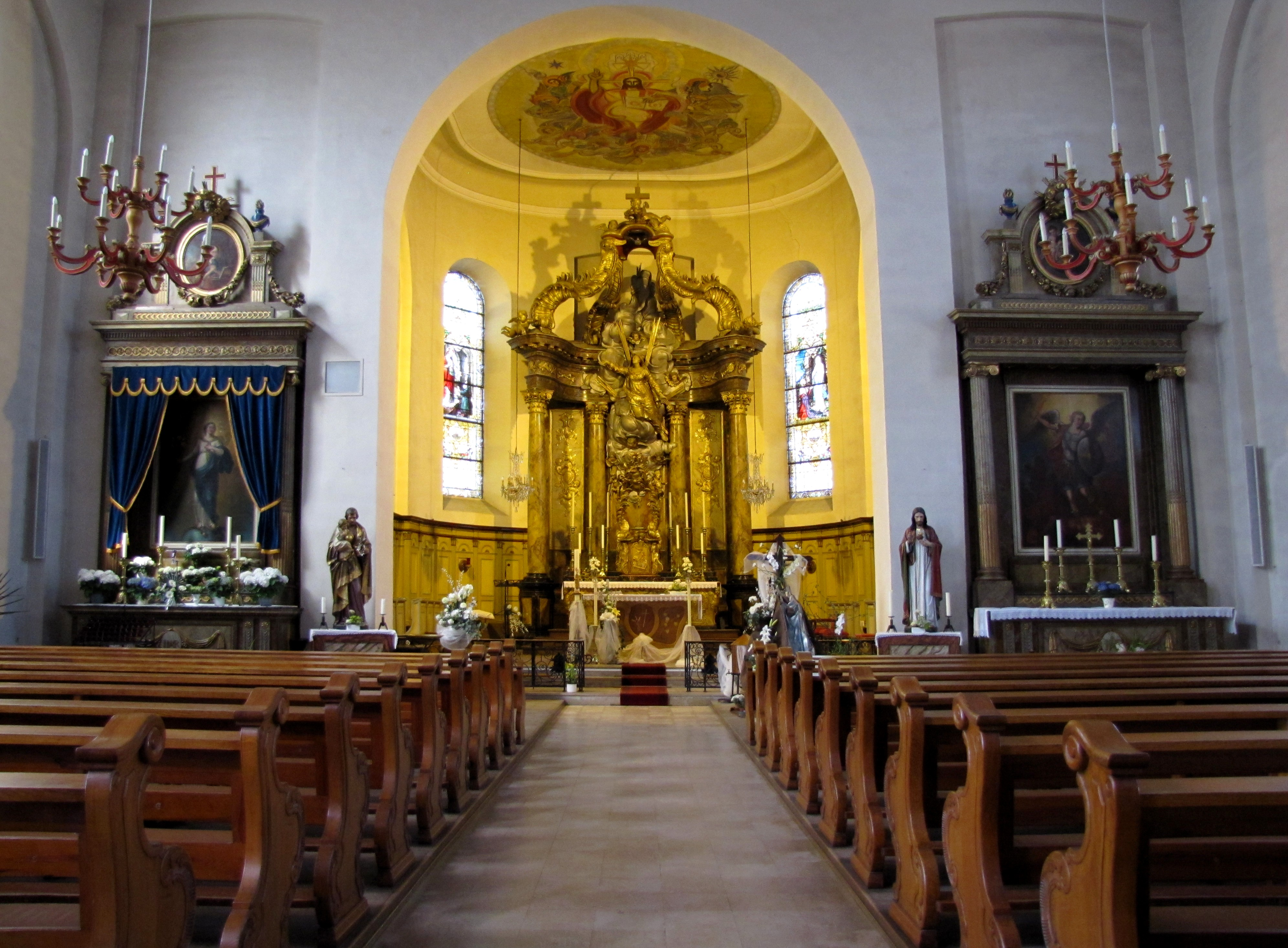
Blick durch das Kirchenschiff zum Chor

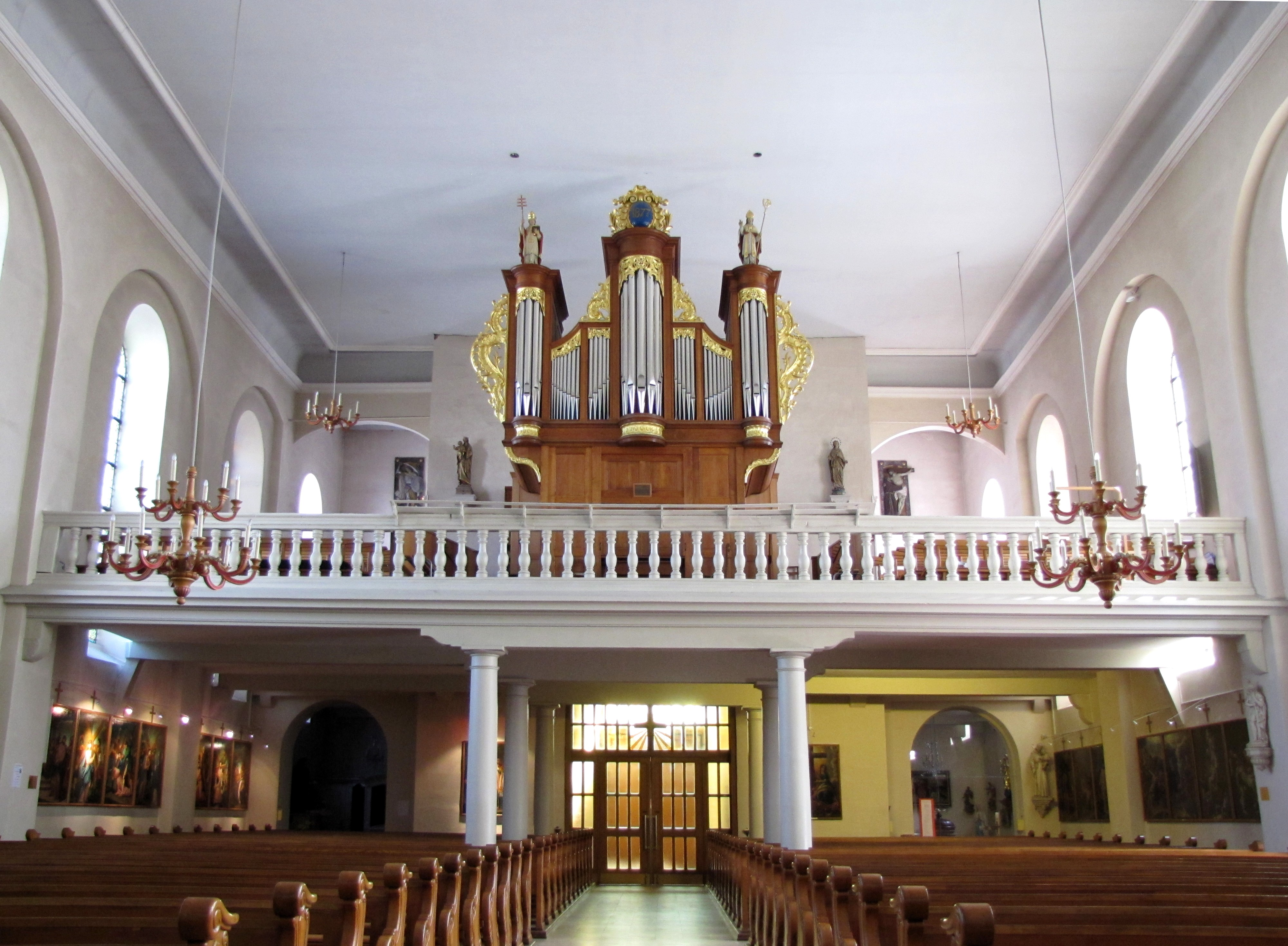
Empore mit Orgel

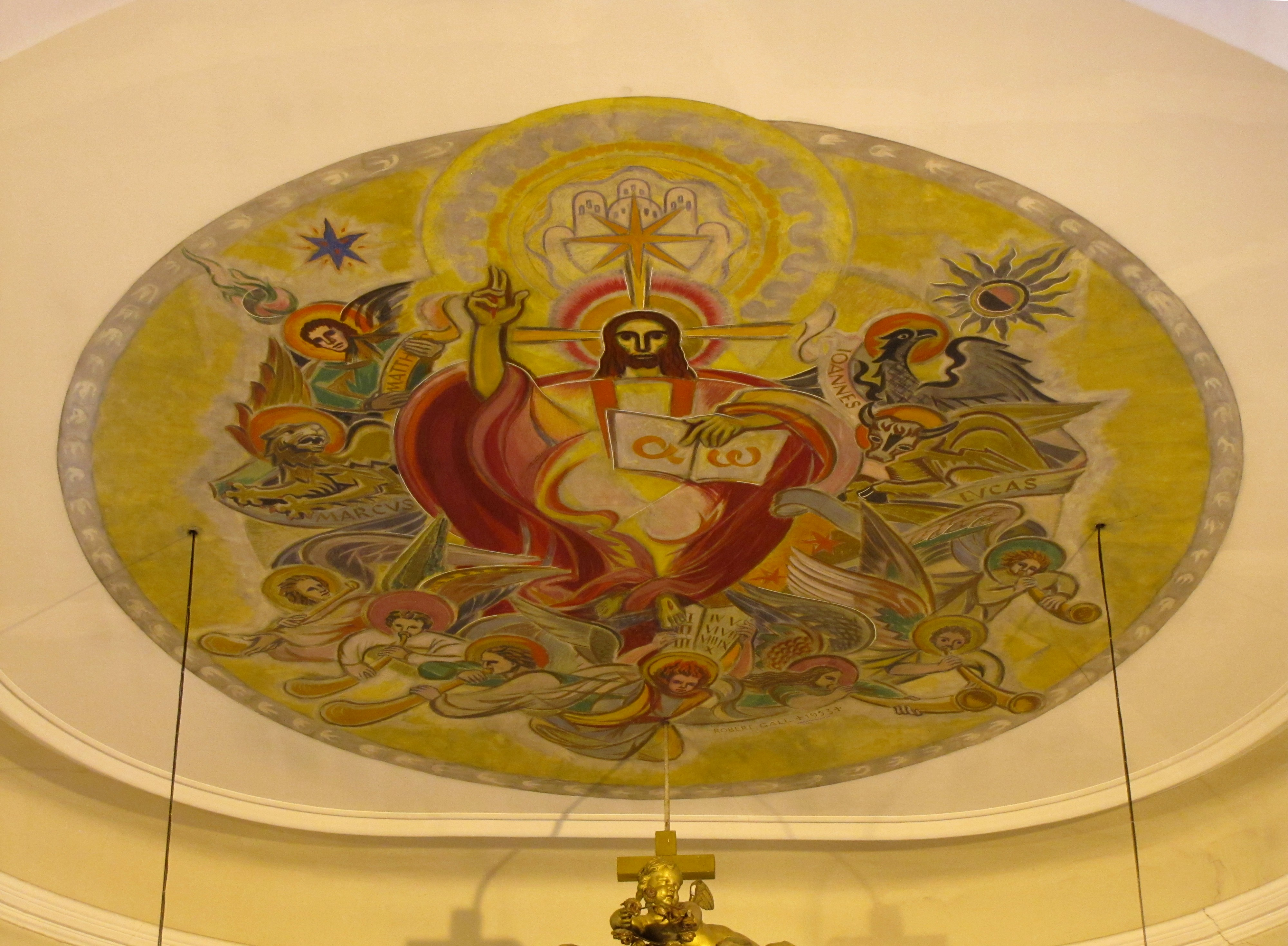
Deckengemälde im Chor

St-Michel ist eine römisch-katholische Kirche in der elsässischen Gemeinde Weyersheim. Sie steht als Monument historique unter Denkmalschutz.

## Geschichte
St-Michel wurde anstelle eines romanischen Vorgängerbaus errichtet. Der Bau der Kirche wurde 1783 nach Entwürfen von Nicolas Alexandre Salins de Montfort begonnen. 1785 mussten die Bauarbeiten gestoppt werden, da der Glockenturm einstürzte und das Kirchenschiff zerstörte. Erst 1791 nahm man die Bauarbeiten wieder auf, aber erst zwischen 1803 und 1807 konnte die Kirche schließlich errichtet werden. Inzwischen hatte der Architekt Reiner die Planung und Ausführung übernommen. Insbesondere Turm und Eingangsportal wurden dabei gegenüber den ursprünglichen Plänen Salins verändert. 1889 schlug ein Blitz in den Kirchturm ein. Das anschließende Feuer beschädigte das Bauwerk und die Orgel.

## Architektur
Die frühklassizistische Saalkirche schließt mit einem eingezogenen Chor mit halbrunder Apsis ab. Die Längsseiten des flachgedeckten Saales werden von sechs Fensterachsen mit Rundbögen durchbrochen. Sandsteinquader betonen die Ecken des Putzbaus mit Sandsteinsockel. Dem Langhaus ist an der westlichen Giebelseite eine klassizistische Ädikula mit toskanischen Säulen vorgelagert. Die Rundsäulen tragen ein mächtiges Gebälk mit weit auskragender Verdachung. Der geschweifte Giebel wird von einem quadratischen Turm durchbrochen, auf dem eine oktogonale Glockenstube sitzt. Das Eingangsportal wird von Pilastern gerahmt.
Auf der Westseite sitzt eine tiefe Holzempore, die von sechs toskanischen Rundsäulen getragen wird und über zwei Fensterachsen reicht. Man betritt den Saalbau über eine Vorhalle. Links und rechts davon gelangt man über das Innere des Schiffs in zwei kleine annähernd quadratische Kapellen.

## Ausstattung
Außer den beiden klassizistischen Seitenaltären ist die Ausstattung der Kirche überwiegend barock. Im Chor steht ein mächtiger Säulenaltar mit Volutenbaldachin. Im Zentrum steht eine plastische Darstellung der Himmelfahrt Mariens. An der flachen Decke des Chores befindet sich ein rundes Deckengemälde mit Christus und den Evangelisten. Die Seitenaltäre sind Werke von Valentin Boudhors. Der linke Altar zeigt ein Gemälde mit Maria-Immaculata-Darstellung, der rechte eine Darstellung des Erzengels Michael, wie er den Teufel mit flammendem Schwert niederringt.
Die Figuren der Kirche stammen zum Teil aus der abgebrochenen Kapelle Saint-Wolfgang. Darunter ein hl. Wolfgang (um 1490), eine Anna selbdritt aus der Zeit um 1500 und ein Tafelbild mit Petruslegende aus der gleichen Zeit. Viele dieser sakralen Kunstwerke finden sich in der einfachen Taufkapelle am Eingang zur Kirche. Hier finden sich auch mehrere Holzstatuen des 17. Jahrhunderts und ein Tafelbild aus der Schule von Hans Baldung Grien. Die Glasfenster stammen von dem Glasmaler Zettler aus der Werkstatt Ott in Straßburg und wurden im ersten Viertel des 19. Jahrhunderts geschaffen.
Auf der Westempore steht eine Orgel, die 1877 von Charles Wetzel erbaut wurde. Nach einem Brand im Jahr 1889 musste die Orgel saniert werden. Die letzte Restaurierung fand 1999 unter Leitung von Gaston Kern statt.